# Erich Köhler (Romanist)
Erich Köhler (* 9. März 1924 in Langenau; † 3. Juni 1981 in Freiburg im Breisgau) war ein deutscher Romanist und Literaturwissenschaftler.

## Leben und Wirken
Köhler, der als Achtzehnjähriger an der Schlacht von Stalingrad teilgenommen und zwei Jahre im Lazarett verbracht hatte, studierte in Leipzig bei Hans-Georg Gadamer, Theodor Litt, Hermann August Korff, Theodor Frings, Ernst Bloch, Eduard von Jan, Philipp August Becker und Werner Krauss. Er promovierte 1950 bei Krauss mit einer von Becker angeregten Arbeit Zur Geschichte des altprovenzalischen Streitgedichts. Als Assistent von Hellmuth Petriconi habilitierte er sich 1955 in Hamburg mit Ideal und Wirklichkeit in der höfischen Epik. Die Arbeit wurde ein Standardwerk. Von 1958 bis 1970 war er ordentlicher Professor für Romanische Philologie an der Universität Heidelberg, von 1970 bis 1981 an der Universität Freiburg im Breisgau als Nachfolger von Hugo Friedrich. Köhler war seit 1967 Mitglied der Heidelberger Akademie der Wissenschaften. Zu seinen akademischen Schülern zählten Ulrich Mölk, Fritz Nies, Matthias Walz, Karlheinz Bender, Dietmar Rieger, Henning Krauß und der aus Breslau stammende Romanist Karl Kunze (* 1934).
Köhlers Nachlass befindet sich im Universitätsarchiv Augsburg. In seinem Geburtsort Langenau wurde eine Straße nach ihm benannt (Doktor Erich Köhler-Straße).

## Schriften
- Marcel Proust. (= Kleine Vandenhoeck-Reihe, 66) Vandenhoeck & Ruprecht, Göttingen 1958; 3., akt. und erw. Aufl. mit Angelika Corbineau-Hoffmann. Schmidt, Berlin 1994 ISBN 3-503-03056-5
- Madame de Lafayettes La princesse de Clèves. (= Studien zur Form des klassischen Romans Reihe A, 43. de Gruyter, Hamburg 1959)
- Trobadorlyrik und höfischer Roman. Aufsätze zur französischen und provenzalischen Literatur des Mittelalters (= Neue Beiträge zur Literaturwissenschaft, 15. Rütten & Loening, Berlin 1962 ISSN 0548-2712)
- Hrsg. zusammen mit Hans Robert Jauß und [später] Hans Ulrich Gumbrecht: Grundriss der romanischen Literaturen des Mittelalters. (GRLMA). 11 Bände. Winter, Heidelberg 1968 - 1993
- Ideal und Wirklichkeit in der höfischen Epik. Studien zur Form der frühen Artus- und Graldichtung. 2. Auflage. Tübingen 1970 (= Beihefte zur Zeitschrift für romanische Philologie. Band 97).
- Esprit und arkadische Freiheit. Aufsätze aus der Welt der Romania. Athenäum, Frankfurt 1966, 1972; Erw. Nachdr. der 2. Aufl. Wilhelm Fink, München 1984 ISBN 3-7705-2263-X.[2]
- als Hrsg.: Der altfranzösische höfische Roman. (= Wege der Forschung, 425) Wissenschaftliche Buchgesellschaft, Darmstadt 1978 ISBN 3-534-06453-4
  - L'aventure chevaleresque. Idéal et réalité dans le roman courtois. Etudes sur la forme des plus anciens poèmes d'Arthur et du Graal. Übers. nach der 2. Aufl. Eliane Kaufholz. Gallimard, Paris 1974.
- Der literarische Zufall, das Mögliche und die Notwendigkeit. W. Fink, München 1973, wieder Fischer-Taschenbücher Literaturwissenschaft 11928. Fischer, Frankfurt 1993 ISBN 3-596-11928-6
  - In Französisch: Le hasard en littérature. Le possible et la nécessité. Übers. Eliane Kaufholz. Klincksieck, Paris 1986 ISBN 2-252-02539-5
- Vermittlungen. Romanistische Beiträge zu einer historisch-soziologischen Literaturwissenschaft. W. Fink, München 1976 ISBN 3-7705-1442-4
- Sociologia della fin'amor. Saggi trobardorici (= Ydioma tripharium, 2). Liviana, Padua 1976 (2. ed. ebenda 1987 ISBN 88-7675-188-2)
- Per una teoria materialistica della letteratura, Saggi francesi (= Le forme del significato, 19). Liguori, Neapel 1980 ISBN 88-207-0854-X
- Literatursoziologische Perspektiven. Gesammelte Aufsätze. (= Studia Romanica, 46) Hrsg. von Henning Krauß. Winter, Heidelberg 1982 ISBN 3-533-03118-7
- Vorlesungen zur Geschichte der französischen Literatur. Herausgegeben von Henning Krauß und Dietmar Rieger. 11 Bände. Kohlhammer, Stuttgart 1983–1987. 2. Aufl. des Gesamtwerks Universitäts-Bibliothek Freiburg im Breisgau 2006
  - Band 1, Teilband 1: Mittelalter. Hrsg. von Henning Krauß. 1985 ISBN 3-17-008603-0 online
  - Band 1, Teilband 2: Mittelalter. Hrsg. von Dietmar Rieger. 1985 ISBN 3-17-008604-9 online
  - Band 2: Vorklassik. Hrsg. von Henning Krauß. 1983 ISBN 3-17-007693-0 online
  - Band 3, Teilband 1: Klassik. Hrsg. von Henning Krauß. 1983 ISBN 3-17-007697-3 online
  - Band 3, Teilband 2: Klassik. Hrsg. von Henning Krauß. 1983 ISBN 3-17-007698-1 online
  - Band 4: Frühaufklärung. Hrsg. von Dietmar Rieger. 1983 ISBN 3-17-008139-X online
  - Band 5, Teilband 1: Aufklärung.Hrsg. von Dietmar Rieger. 1984 ISBN 3-17-008140-3 online
  - Band 5, Teilband 2: Aufklärung.Hrsg. von Dietmar Rieger. 1984 ISBN 3-17-008141-1 online
  - Band 6, Teilband 1: Das 19. Jahrhundert. Hrsg. von Dietmar Rieger. 1987 ISBN 3-17-008861-0 online
  - Band 6, Teilband 2: Das 19. Jahrhundert. Hrsg. von Dietmar Rieger. 1987 ISBN 3-17-009021-6 online
  - Band 6, Teilband 3: Das 19. Jahrhundert. Band 3. Hrsg. von Henning Krauß, Dietmar Rieger. 1987 ISBN 3-17-009237-5 online